# Blječeva
Blječeva (en serbe cyrillique : Бљечева) est un village de Bosnie-Herzégovine. Il est situé dans la municipalité de Bratunac et dans la république serbe de Bosnie. Selon les premiers résultats du recensement bosnien de 2013, il compte 195 habitants.

## Démographie

### Évolution historique de la population dans la localité
| 1948 | 1953 | 1961 | 1971 | 1981 | 1991 | 2013 |
| ---- | ---- | ---- | ---- | ---- | ---- | ---- |
| -    | -    | 509  | 597  | 650  | 609  | 195  |

|  |

### Communauté locale
En 1991, la communauté locale de Blječeva comptait 1 197 habitants, répartis de la manière suivante :